# Eucanthus lazarus
Eucanthus lazarus är en skalbaggsart som beskrevs av Fabricius 1775. Eucanthus lazarus ingår i släktet Eucanthus och familjen Bolboceratidae. Inga underarter finns listade i Catalogue of Life.